# 旴江镇
盱江镇，是中华人民共和国江西省抚州市广昌县下辖的一个乡镇级行政单位。

## 行政区划
旴江镇下辖以下地区：
建设路社区、胜利路社区、揭家堡社区、顺化社区、建设东路社区、羊面岭社区、解放路社区、苦竹社区、北门村、小港村、青寿村、文会村、白田村、大塘村、顺化村、赤岸村、下兰村、桥头村、青桐村、清水村、古竹村、尧山村、大陵村、际头村、洽港村、下坪村、彭田村、新安村、立新村、五星村、下湖村和赖坊村。